# Fowler Mountain
Fowler Mountain ist ein Trapp-Berg 11 km (7 mi) südöstlich vom Zentrum von Meriden, Connecticut. Er erreicht eine Höhe von 230 m (750 ft) und ist Teil der schmalen, linearen Metacomet Ridge, welche sich vom Long Island Sound bei New Haven durch das Connecticut River Valley von Massachusetts bis an die Grenze von Vermont nach Norden zieht. Fowler Mountain zeichnet sich aus durch einzigartige mikroklimatische Ökosysteme und seltene Pflanzengemeinschaften. Er steigt über dem Ulbrich Reservoir und dem Quinnipiac River Valley im Westen steil über 90 m an. Das Gebiet gehört zum Tri-Mountain State Park und der Mattabesett Trail verläuft über den Berg.

## Geographie
Der Berg liegt im Gebiet der Städte Durham und Wallingford und erstreckt sich über 1,9 km in der Länge und 800 m in der Breite, wobei sich das zerklüftete Gebiet auf eine viel größere Fläche erstreckt. Fowler Mountain ist auch ein wichtiger Aquifer; zwei Steuseen liegen an seiner Basis: Ulbrich Reservoir im West in der Town of Wallingford, sowie Pistapaug Pond im Süden, zwischen Fowler Mountain und Pistapaug Mountain. Der Berg ist dicht bewaldet mit wenigen Aussichtspunkten von den Klippen oberhalb der Stauseen.
Die Metacomet Ridge erstreckt sich vom Fowler Mountain weiter nach Norden in Form des Trimountain und nach Süden als Pistapaug Mountain. Die Westhälfte des Fowler Mountain entsendet ihre Wasser durch den Muddy River in den Quinnipiac River und damit zum Long Island Sound; die Ostseite entwässert zum Coginchaug River, und durch den Connecticut River in den Long Island Sound.

## Geologie und Ökologie
Fowler Mountain besteht, wie der größte Teil der Metacomet Ridge, aus Basalt, einem so genannten Trapp. Der Berg entstand gegen Ende der Trias, als der Nordamerikanische Kontinent von Afrika und Eurasien wegdriftete. Lava stieg in den Rift-Spalten auf und erstarrte zu mehrere hundert Meter dicken Kissen. Folgende Verwerfungen und Erdbeben falteten die Schichten, so dass die Klippen und Kämme entstanden zu denen Fowler Mountain heute gehört.
Heiße, trockene Gipfel, kühle, feuchte Schluchten und mineral-reiche Schuttkegel aus Basalt-Geröll bilden zusätzliche mikroklimatische Ökosysteme am Fuß des Berges, in denen seltene Pflanzen und Tierarten Lebensraum finden, die sonst in Connecticut selten sind. Fowler Mountain ist auch eine wichtige Wanderroute für durchziehende Greifvögel.

## Freizeitmöglichkeiten und Umweltschutz
Der größte Teil der Fläche des Fowler Mountain steht als Teil des Trimountain State Park sowie als kommunales Wassereinzugsgebiet unter Naturschutz. Vorort-Bebauungen erstrecken sich bis an die unteren Hänge an der Ostseite des Berges. In dem Naturschutzgebiet gibt es Möglichkeiten zum Wandern, Skilaufen, Picknicken und anderen Outdoor-Aktivitäten. Schwimmen, Bootfahren und Angeln sind in den Stauseen verboten. Der Mattabesett Trail wird von der Connecticut Forest and Park Association gepflegt und erstreckt sich von Lamentation Mountain im Norden bis zum Totoket Mountain nach Süden und von dort wieder nach Norden zum Connecticut River. Dabei verläuft er über den Kamm des Fowler Mountain. Ein Einstieg in den Wanderweg befindet sich am Südende des Fowler Mountain, wo der blue blazed Mattabesett Trail die Howd Road nach dem Abstieg vom Pistapaug Mountain überquert. Von Fowler Mountain zieht der Pfad weiter zum Trimountain; ein Einstieg in diesen Streckenabschnitt befindet sich an der Route 68.
Die Ökosysteme von Fowler Mountain sind durch Bebauung und Steinbrucharbeiten (Tilcon Connecticut) bedroht. 2000 wurde Fowler Mountain in eine Studie des National Park Service aufgenommen für die Einrichtung eines neuen National Scenic Trail, der als New England National Scenic Trail geplant ist und Metacomet-Monadnock Trail in Massachusetts mit dem Mattabesett Trail und dem Metacomet Trail in Connecticut verbinden soll.
Der Wallingford Land Trust und der Middlesex Land Trust haben sich für die Erhaltung der Landschaftlichen Schönheit eingesetzt.
Benachbarte Gipfel:
| ↓ Süden            | Norden ↑    |  |
| ------------------ | ----------- |  |
| Pistapaug Mountain | Trimountain |  |